# Papir
El papir (Cyperus papyrus) és una planta aquàtica comuna a alguns indrets de la conca Mediterrània, particularment a Egipte. Es tracta d'un jonc palustre de la família de les ciperàcies que s'utilitza com a aliment, per a fabricar objectes de cistelleria, cordes, bena, roba, embarcacions; en ser cremat com a planta aromàtica, i la seva arrel s'utilitza com a llenya sent la seva funció principal l'elaboració del suport dels antics manuscrits, anomenat també papir (del grec papyrus).

## Història

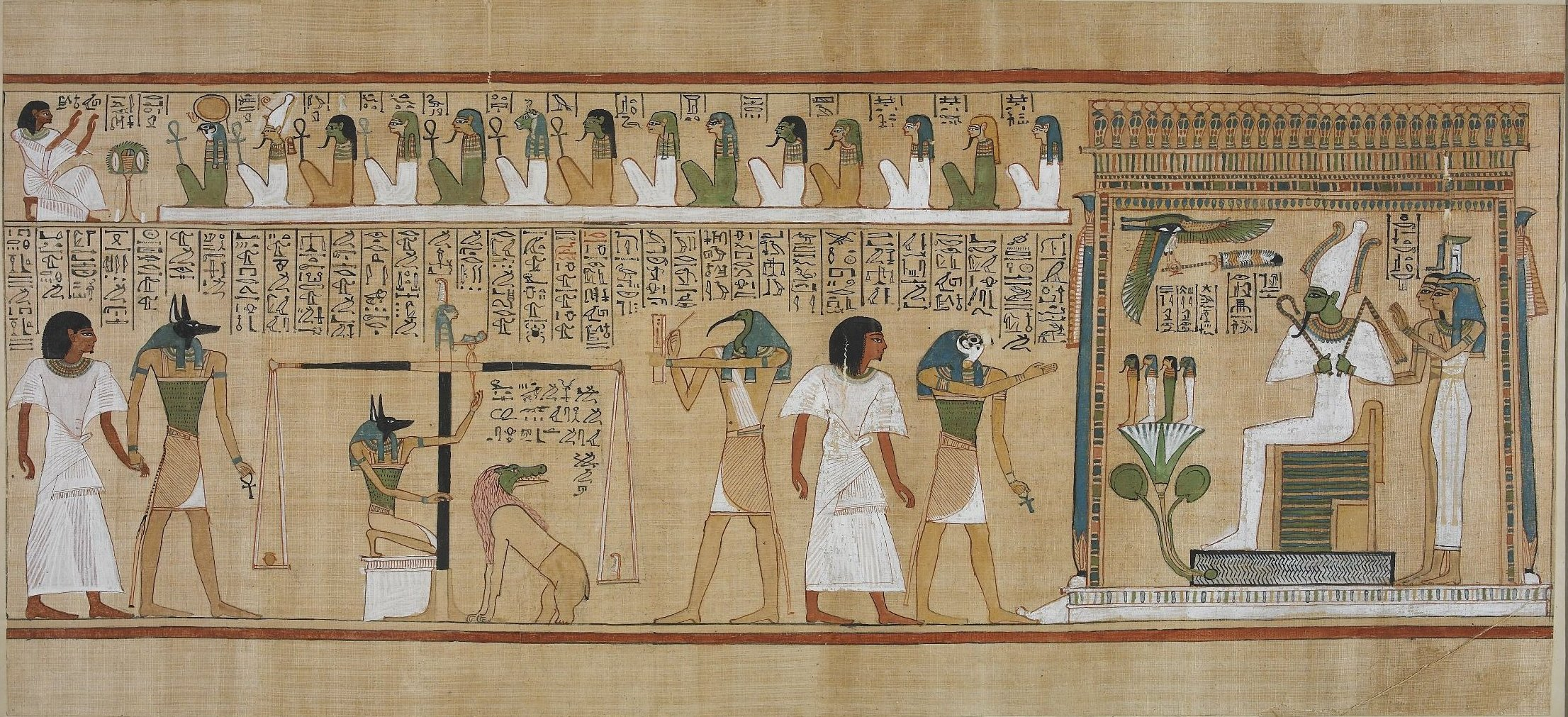
Una secció del Llibre dels Morts egipci escrit en papir

El papir es va fabricar per primera vegada a Egipte ja al quart mil·lenni abans de Crist. L'evidència arqueològica més antiga de papir va ser excavada el 2012 i 2013 a Wadi al-Jarf, un port de l'antic Egipte ubicat a la costa del Mar Roig. Aquests documents, el Diari de Merer, daten de c. 2560-2550 aC (final del regnat de Khufu). Els rotllos de papir descriuen els últims anys de construcció de la Gran Piràmide de Giza. En els primers segles abans i després de Crist, els rotllos de papir van guanyar un rival com a superfície d'escriptura en forma de pergamí, que es preparava amb pells d'animals. Es van doblegar fulls de pergamí per formar quaderns a partir dels quals es van formar còdexs en forma de llibre. Els escriptors cristians primitius aviat van adoptar la forma de còdex, i en el món grecoromà, es va fer comú tallar fulles de rotllos de papir per formar còdexs.

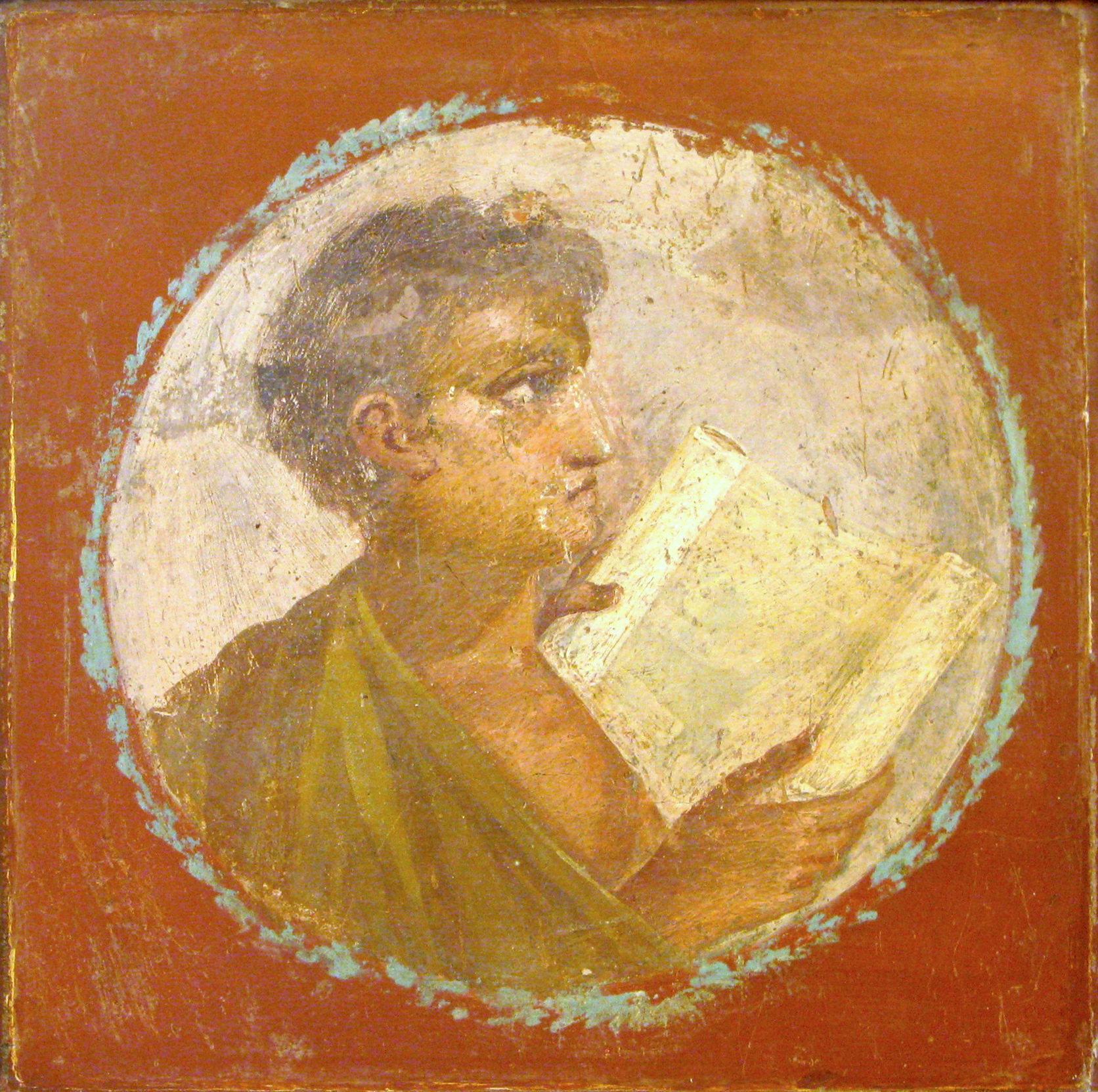
Fresc de retrat romà d'un jove amb un papir de pergamí, d'Herculà,

Els còdexs van ser una millora pel que fa al rotlle de papir, ja que el papir no era prou flexible per doblegar-se sense esquerdar-se i es requeria un rotllo llarg, per crear textos de gran volum. El papir tenia l'avantatge de ser relativament barat i fàcil de produir, però era fràgil i susceptible tant a la humitat com a la sequedat excessiva. Llevat que el papir fos de perfecta qualitat, la superfície d'escriptura era irregular i la gamma de mitjans que es podien utilitzar també era limitada.
El papir va ser reemplaçat a Europa per pergamí i vitel·la, productes més barats produïts localment, de durabilitat significativament major en climes humits, encara que es qüestiona la connexió de Henri Pirenne de la seva desaparició amb la conquesta musulmana d'Egipte entre 639 i 646. La seva última aparició a la cancelleria merovíngia és amb un document de 692, encara que es va conèixer a la Gàl·lia fins a mitjans del segle següent. Les últimes dates determinades per a l'ús del papir són 1057 per a un decret papal (típicament conservador, totes les butlles papals estaven en papir fins a 1022), sota el Papa Víctor II, i 1087 per a un document àrab. El seu ús a Egipte va continuar fins que va ser reemplaçat pel paper menys costós introduït pel món islàmic que originalment ho van aprendre dels xinesos. En el segle xii, el pergamí i el paper estaven en ús a l'Imperi Romà d'Orient, però el papir seguia sent una opció.
El papir es fabricava en diverses qualitats i preus. Plini el Vell i Isidor de Sevilla van descriure sis variacions de papir que es venien al mercat romà de l'època. Aquests van ser classificats per qualitat en funció de com de fina, ferma, blanca i suau era la superfície d'escriptura. Els graus anaven des del superfí augustià, que es produïa en fulls de 13 dígits (25 cm d'ample), fins al menys costós i més gruixut, que mesurava sis dígits (15 cm d'ample). Els materials considerats inutilitzables per escriure o amb menys de sis dígits es van considerar de qualitat comercial i es van enganxar de vora a vora per utilitzar només per embolicar.
Fins a mitjan segle xix només es coneixien alguns documents aïllats escrits en papir, i els museus els exhibien simplement com a curiositats. No contenien obres literàries. El primer descobriment modern de rotllos de papir es va fer a Herculà en 1752. Fins llavors, els únics papirs coneguts havien estat alguns supervivents de l'època medieval. Les investigacions acadèmiques van començar amb l'historiador neerlandès Caspar Jacob Christiaan Reuvens (1793–1835). Va escriure sobre el contingut del Papir de Leyden, publicat en 1830. La primera publicació ha estat acreditada a l'erudit britànic Charles Wycliffe Goodwin (1817–1878), qui va publicar per a la Societat d'antiguitats de Cambridge, un dels Papirs màgics grecs V, traduït a l'anglès amb comentaris el 1853.

## La planta

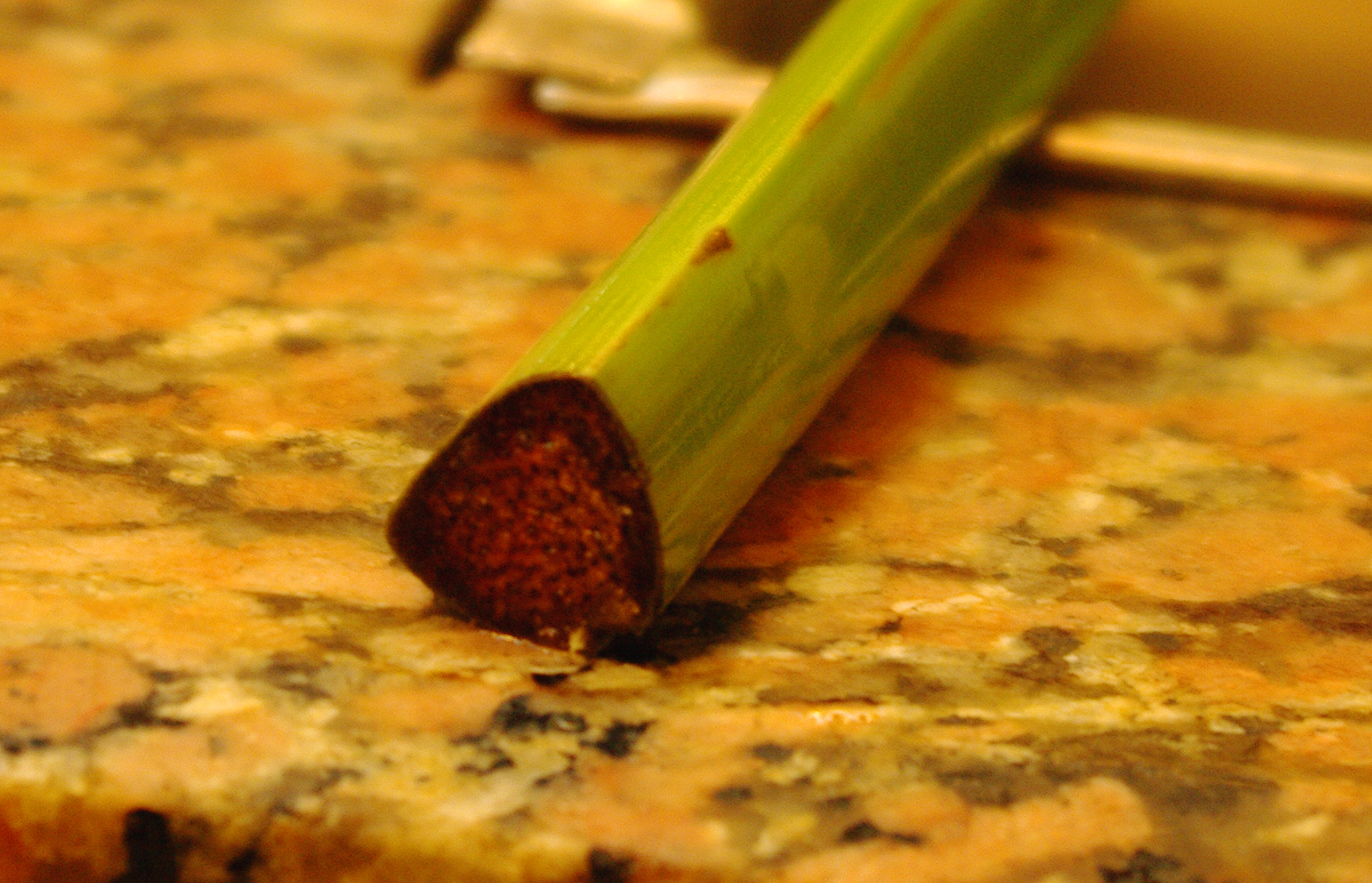
Tall d'una tija de papir

Pertany com la xufla a la família Cyperaceae. Algunes parts de la planta són comestibles i de les tiges se'n poden fer barques. Actualment també és una planta ornamental (paraigüets)
És una planta aquàtica robusta que pot arribar a 5 m d'alçada. Té les tiges triangulars que surten d'un rizoma llenyós. Cada tija acaba en un grup dens de tiges de 10 a 30 de llargada d'aspecte plomós quan la planta és jove. Floreix a finals d'estiu. Les flors són verd-marronoses en grups que apareixen al final de les petites tiges i donen lloc a fruits en núcules que es disseminen per l'aigua. Les fulles només apareixen en els rizomes
La planta del papir es troba en els cursos d'aigua tropicals i subtropicals. Al riu Nil actualment està en perill d'extinció i antigament s'hi havia conreat. També apareix al riu Níger i Eufrates com també al Delta de l'Okavango. És sensible a les glaçades.

## Ús com a suport de l'escriptura

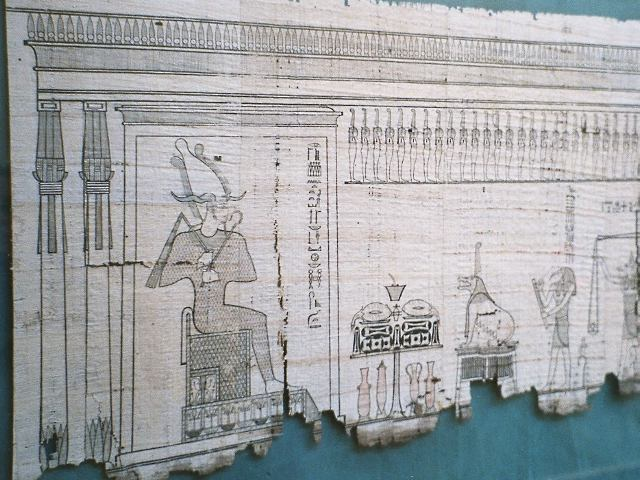
Papir egipci (Judici d'Osiris)

Les tiges es tallaven verticalment, en cintes, aferrades després unes sobre les altres, entrecreuant les fibres. La fulla obtinguda així era aixafada i assecada, proporcionant un bon paper (aquesta paraula paper prové del terme grec πάπυρος papiros). Generalment, empalmant diverses fulles s'obtenien rotlles, que poden arribar a diversos metres i solien guardar-se enrotllats entorn d'un suport cilíndric de fusta, per això el seu nom.
El papir més antic conegut està en blanc, i fou descobert a la tomba de Hemaka, el visir del faraó Den, de la Dinastia I, cap al 2900 aC, a la necròpoli de Saqqara. Els primers que es conserven amb text són el diari de Merer, uns documents administratius trobats a Wali al Gerf, a la riba del Mar Roig, que daten de la Dinastia IV cap al 2500 aC, i coincideixen amb l'estàtua d'un escriba més antiga coneguda.
Gràcies als manuscrits sobre papir es coneixen molts textos de l'antiguitat, sobretot de l'antic Egipte, així com altres textos bíblics. Aleshores es feia servir una tinta elaborada a partir de negre de fum, cola, aigua i oli de cedre.

### Classificació dels papirs
A causa de la gran quantitat de papirs que s'han trobat, s'han fet servir una multitud d'esquemes diversos de classificació per a permetre la seva identificació:
- Per la persona que posseïa el manuscrit: Papir Westcar*
- Pel seu lloc d'origen: Oxyrhynchus Papyri
- Pel lloc on són conservats: Cànon reial de Torí

A més s'assigna un nombre als papirs, per a facilitar la seva identificació quan s'ha de fer la seva classificació.
Abans se'ls classificava en funció de la seva qualitat, segons Plini el Vell, en vuit menes:
1. Emporítics: els de qualitat inferior, utilitzats com a embolcalls.
2. Taeneòtics: els de qualitat dolent.
3. Saítics: els de qualitat baixa, elaborats amb materials sobrants.
4. Amfiteàtrics: els de qualitat mitjana.
5. Fanians: els de bona qualitat.
6. Livis: els de molt bona qualitat.
7. Augustics: els d'alta qualitat.
8. Hieràtics o regis: els de més alta qualitat, utilitzats només per als textos sagrats.

### Els papirs més famosos
- El papir Westcar dinastia IV, Faraó Kheops,
- El diari de Merer dinastia IV, Faraó Kheops,
- Els papirs d'Abusir al-Melek dinastia V, Nefererkare, (2477 aC/2467 aC),
- El papir Prisse dinastia V, sota el regne de Djedkare pel visir Ptahhotep,
- El papir matemàtic de Rhind, dinastia XI i dinastia XII,
- El papir matemàtic de Moscou, dinastia XI
- Els papirs de Lahun, finals del segle xviii aC de Lahun,
- El papir d'Ipuur, 1674 aC,
- El papir Ebers, 1550 aC,
- El papir Edwin Smith, 1600 aC,
- El llibre dels morts, dinastia XVIII,
- El papir d'Ani, dinastia XIX,
- El papir de Torí, dinastia XIX, Ramsès II,
- El papir de Berlín, dinastia XIX
- El papir Harris, dinastia XX, Ramsès III,
- El papir de les mines, 1160 aC,
- El papir Greenfield, dinastia XXI 1025 aC Psusennes I,
- El papir Hood (o papir Hood-Wilbour), dinastia XXI, Amenemope, 992 aC a 983 aC,
- El papir Berlín 3048, dinastia XXIII, Takelot III,
- Els papirs d'Elefantina, que conta la vida d'una comunitat jueva a Egipte als segles VI i V aC, redactats al segle iv aC:
  - El papir Pascal (anomenat igualment «Carta pascale de Darios II »),
- El papir de Milà,
- El papir Revenue Laws 259 aC/258 aC,
- Le papir Magdalen, cap a 200,
- El còdex de Berlín, que va ser trobat el 1896, probablement del segle iv,
- Els papirs d'Oxirinc:
  - El Papir 52,
- El papir 46,
- El papir d'Astarté,
- El papir d'Artemidor.

## Altres usos del papir

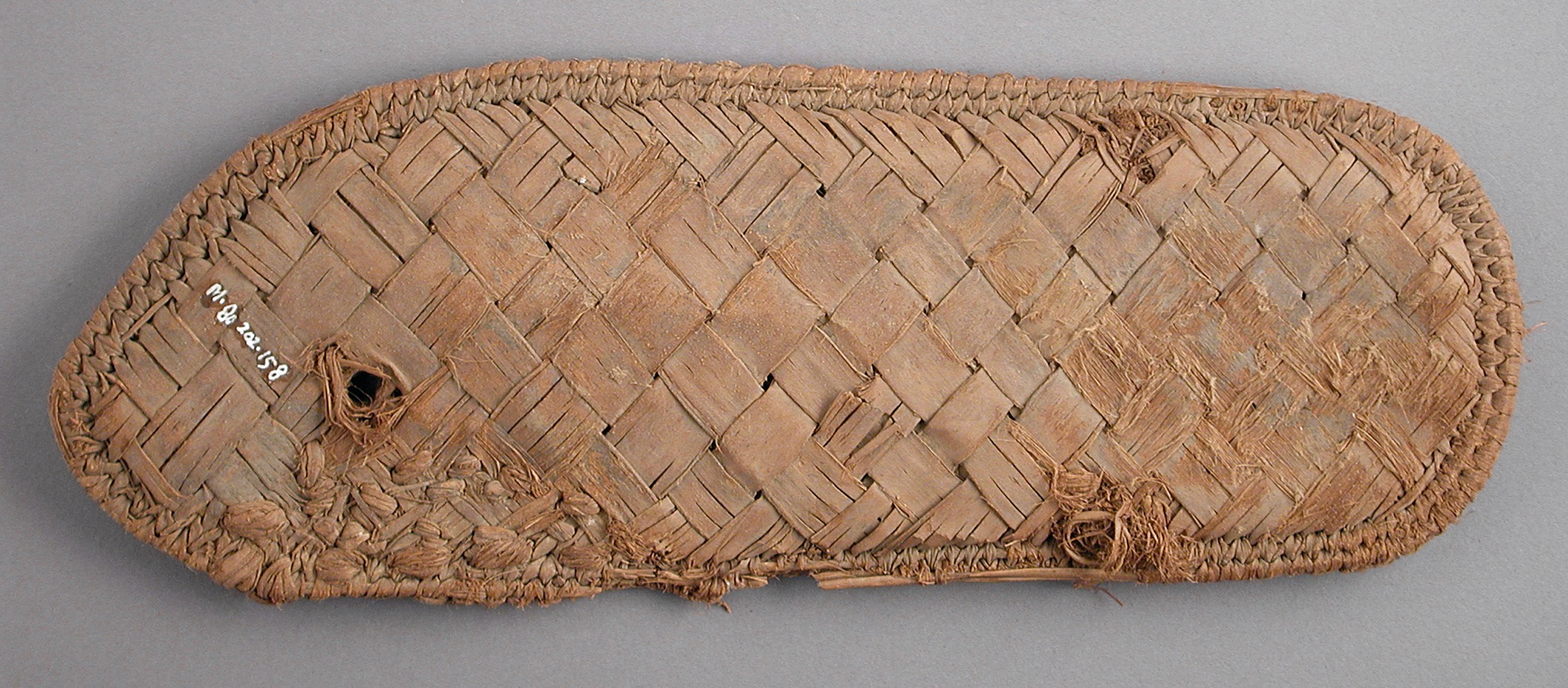
Sandàlies elaborades amb papir ca. 1569-1081 aC.

El suport d'escriptura no era l'únic producte elaborat a l'Antic Egipte a partir d'aquesta planta, molt comú en èpoques antigues, també es podien fabricar objectes de cistelleria, sandàlies, calçons, cordes, i fins i tot embarcacions. Se'n consumia l'arrel i a vegades l'interior de la tija. També es deia que tenia qualitats curatives. Actualment, la planta, gairebé desapareguda a Egipte, s'utilitza per elaborar objectes turístics.

## Simbolisme
És el papir sagrat, utilitzat per elaborar les barques de déus de l'Antic Egipte. La planta també tenia una funció religiosa sorgida en èpoques antigues: nascuda al sagrat Nil, es representava als temples i era portada a les processons, on simbolitzava el renaixement i la regeneració del Món. Planta específica del Delta del Nil, aquesta era l'emblema del Baix Egipte i representava la deessa Uadyet (uady: jeroglífic del papir, significant també el verd de malaquita, i "la prosperitat"). La planta de papir va ser representada des de l'època predinàstica com a símbol del Baix Egipte; figura a la maça votiva d'Horus Escorpí.